# Thorin Pavéza
Thorin Pavéza (2746–2941 T. v.) je trpaslík vystupující v knize J. R. R. Tolkiena Hobit aneb cesta tam a zase zpátky a je zmíněn také v trilogii Pán prstenů. Thorin zdědil po svém otci Thráinovi titul krále Durinova lidu. Jako mladíček se účastnil války trpaslíků se skřety. V bitvě v Azanulbizaru v roce 2799 získal svou přezdívku Pavéza. Vedl výpravu za obnovením Království pod Horou, které se zúčastnil také hobit Bilbo Pytlík. V roce 2941 je Thorin zabit v Bitvě pěti armád. Byl pochován pod Osamělou Horou s elfím mečem Orkristem, v Obecné řeči nazývaným Skřetodrv, na prsou.

## Popis
Thorin byl stejně jako většina trpaslíků velice hrdý, přesný, horlivý a tvrdohlavý. Měl dlouhé vousy a nosil zlatý řetízek. Uměl dobře zpívat a hrát na harfu. Byl vychytralý a v boji velmi zarputilý.

## Život

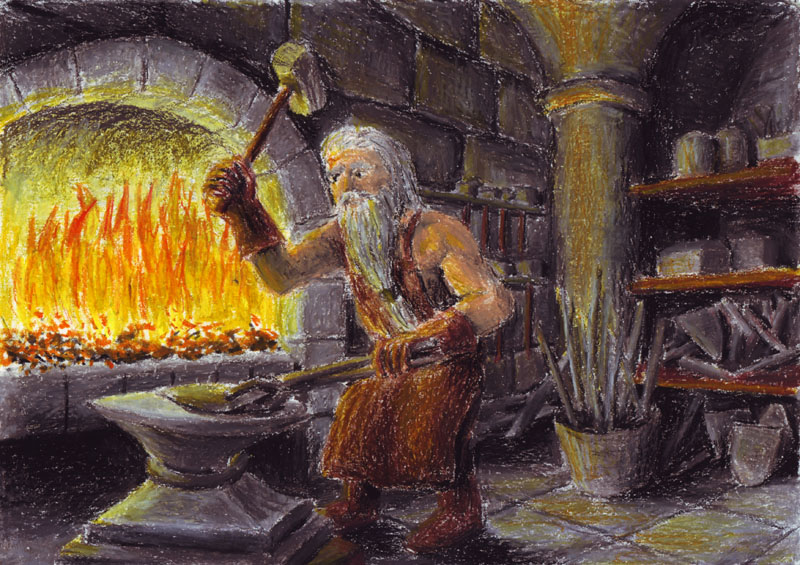
Thorin ve své kovárně v Ered Luin – ilustrace od Matěje Čadila

Ve filmové podobě ho ztvárnil Richard Armitage

### Mládí
Thorin se narodil v Ereboru v roce 2746 v době, kdy trpasličí sídlo prožívalo léta své největší slávy. O hojnosti a bohatství se však dozvěděl na severu žijící drak Šmak, který v roce 2770 Osamělou horu přepadl. Trpaslíci, kteří drakovo řádění přežili, se rozprchli všemi směry. Mladičký Thorin spolu se svými sourozenci Frerinem a Dís následovali svého otce Thráina na jih do vyhnanství. Usadili se na Vrchovině, na západní straně Mlžných hor. Thorinův děd Thrór byl v roce 2790 zavražděn skřety z Morie a to rozpoutalo šestiletou válku mezi oběma plemeny. Na trpasličí poměry stále ještě mladý Thorin se války účastnil po boku svého otce. V roce 2799 došlo k rozhodující bitvě před branami Morie, kterou elfové nazývají bitva v Nanduhirionu. Thorin prý v boji ztratil svůj štít, načež sekyrou uťal Dubovou větev, kterou používal ke krytí. Tak získal svou přezdívku Pavéza. Po bitvě odešel na východ, kde se Durinův lid shromažďoval v Ered Luin.

### Obnovení Království pod Horou
Poté, co se v roce 2841 v Temném hvozdě ztratil jeho otec Thráin, stal se Thorin II. králem roztroušených Dlouhovousáčů. Tehdy si vzpomněl na draka v Ereboru a rozhodnul se mu pomstít. 15. března 2941 se v Hůrce náhodou setkal s čarodějem Gandalfem. Společně připravili plán a vydali se na dalekou výpravu na východ. Na cestě Thorina s Gandalfem doprovázeli Thorinovi druzi Balin, Dvalin, Óin, Glóin, Bofur, Bifur, Bombur, Ori, Nori, Dori a synové jeho sestry Dís Fili a Kili. Po Gandalfově radě se k nim přidává také hobit Bilbo Pytlík z Kraje. Výprava prožila mnohá dobrodružství, až nakonec po dlouhém putování dospěla k Osamělé hoře. Šmak byl zabit Bardem z jezerního města Esgaroth. Bilbo v Ereboru našel drahokam Arcikam, nazývaný Srdce Hory. Kvůli Thorinově neochotě podělit se s lidmi a elfy o jeho poklad, došlo málem mezi těmito stranami k boji. Náhlý útok skřetů a vlků z Šedých a Mlžných hor však trpaslíky, lidi a elfy donutí spolupracovat. Thorin II. Pavéza byl v Bitvě pěti armád smrtelně raněn a na svá zranění zemřel. Byl pohřben hluboko pod Osamělou Horou a na prsa mu byl uložen Arcikam a jeho meč Orkrist, který se ve tmě rozzáří vždy, když se k Hoře blíží nebezpečí.
| Král Durinova lidu     | Král Durinova lidu | Král Durinova lidu              |
| ---------------------- | ------------------ | ------------------------------- |
| Předchůdce: Thráin II. | Thorin II. Pavéza  | Nástupce: Dáin II. Železná noha |